# Upalne brazylijskie lato
Upalne brazylijskie lato (port. À Deriva) – brazylijski film dramatyczny z 2009 roku w reżyserii Heitora Dhalii.
Premiera filmu miała miejsce 21 maja 2009 podczas 62. MFF w Cannes, gdzie obraz zaprezentowany został w sekcji Un Certain Regard. Brazylijska premiera filmu odbyła się 31 lipca 2009.

## Opis fabuły
Akcja filmu rozgrywa się w latach 80. XX wieku. Nastoletnia Filipa (Laura Neiva) jedzie z rodziną na wakacje do kurortu Búzios. Poznaje tam swoją pierwszą miłość. Tymczasem rodzice informują ją, że się rozstają. Filipa winą za rozpad rodziny obarcza ojca Matiasa (Vincent Cassel) i jego nową partnerkę Ângelę (Camilla Belle).

## Obsada
Źródło: Filmweb
- Camilla Belle jako Ângela
- Vincent Cassel jako Matias
- Max Huzar jako Antônio
- Débora Bloch jako Clarice
- Laura Neiva jako Filipa
- Cauã Reymond jako barman
- Matthew Rougé jako Louis
- Thiare Maia jako Elvira
- Izadora Armelin jako Fernanda
- Maysa Miranda jako Miranda
- Valentine Fontanella jako Clara
- Thomas Huszar jako Rodrigo
- Josefina Shiller jako Isabela

i inni.

## Nagrody i wyróżnienia
- 2009: 62. MFF w Cannes – nominacja do nagrody Un Certain Regard[4]